# Еминбегова кула
Еминбеговата кула (на македонска литературна норма: Емин Бегова Кула) е средновековна отбранителна кула в град Кратово, Северна Македония.
Според стиловите си характеристики кулата е изградена по време на Османската империя. Изградена е като бегова кула на Емин бей. Тя е една от 12-те съществували отбранителни кули в Кратово.
Еминбеговата кула се намира близо до Хаджикостовата и Кръстевата. Еминбеговата кула, както и другите, има правоъгълна основа и е висока 12 метра. Има приземен и два етажа. Между етажите се стига по дървена конструкция, а последният етаж е покрит с купол. Изградена е от камък и хоросан.